# Řády, vyznamenání a medaile Turkmenistánu

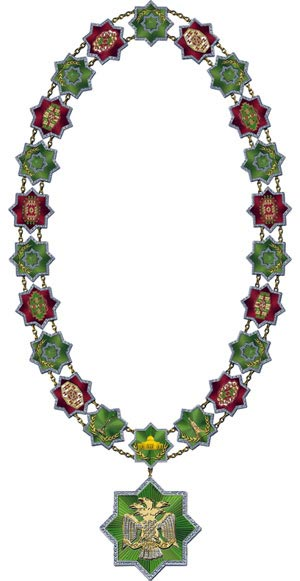
Řád Watan

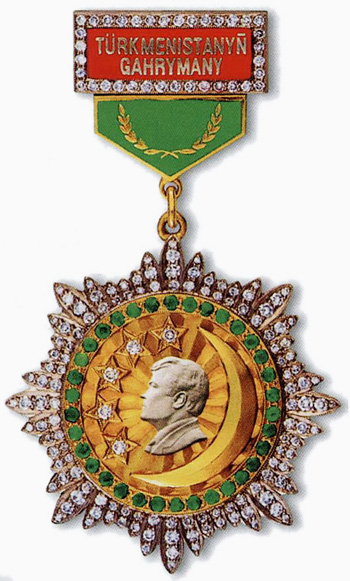
Medaile Zlatý měsíc, verze před rokem 2014

Státní vyznamenání Turkmenistánu zahrnují následující řády, vyznamenání a medaile. Pamětní, jubilejní medaile a další vyznamenání zřízená vládou či ministerstvy nepatří mezi státní vyznamenání Turkmenistánu. Právní status vyznamenání Turkmenistánu, jakož i práva a povinnosti držitelů těchto vyznamenání, jsou ukotvena v zákonu O státních vyznamenáních Turkmenistánu ze dne 18. června 2016.

## Nejvyšší vyznamenání
Čestný titul Hrdina Turkmenistánu (Türkmenistanyň Gahrymany) je nejvyšší státní vyznamenání Turkmenistánu. Udílen je výhradně občanům Turkmenistánu za zvláště vynikající služby státu a společnosti.

## Řády
- Řád Watan (Watan) byl založen 28. června 2007.
- Řád Saparmurata Nijazova Velikého (Türkmenistanyň ilkinji Prezidenti Beýik Saparmyrat Türkmenbaşy) byl založen 29. listopadu 2007.
- Řád prezidentské hvězdy (Prezidentiň ýyldyzy) byl založen 30. září 1992.
- Řád oguzchanské hvězdy (Oguzhanyň Ýyldyzy) byl založen 8. února 2014.
- Řád Turkmenbaši (Türkmenbaşy)
- Řád zlatého století (Altyn Asyr) byl založen 18. února 2001.
- Řád nezávislosti (Garaşsyzlyk) byl založen 18. června 2001.
- Řád neutrality prezidenta Turkmenistánu (Türkmenistanyň prezidentiniň buýrugy Bitaraplyk) byl založen 17. prosince 1998. Propůjčován je za významné činy v oblasti mezinárodního upevňování trvalé neutrality Turkmenistánu, za politické, kulturní, hospodářské nebo veřejně prospěšné aktivity.
- Řád renesance (Galkynyş) byl založen 23. září 1994.
- Řád Ruhubelent (Ruhubelent) byl založen 22. října 2001.
- Řád ženské duše (Zenan kalby) byl založen 8. února 2014.
- Řád za přínos k rozvoji spolupráce (Hyzmatdaşlygy ösdürmäge goşandy üçin) byl založen 30. září 2017.

## Medaile
- Medaile Zlatý měsíc (Altyn Asyr)
- Medaile Veterán ozbrojených sil (Harby gullugyň weterany)
- Medaile za chrabrost (Edermenlik)
- Medaile za bezvadnou službu vlasti (Watan öňündäki birkemsiz harby gullugy üçin)
- Medaile za lásku k vlasti[3]
- Náprsník Merdana Serchetchiho

### Pamětní medaile
- Jubilejní medaile 19. výročí nezávislosti Turkmenistánu
- Jubilejní medaile 20. výročí nezávislosti Turkmenistánu
- Jubilejní medaile 25. výročí nezávislosti Turkmenistánu
- Jubilejní medaile 25. výročí neutrality Turkmenistánu[4]
- Jubilejní medaile 60. výročí vítězství ve Velké vlastenecké válce 1941–1945
- Jubilejní medaile 75. výročí vítězství ve Velké vlastenecké válce 1941–1945[5]
- Jubilejní medaile 30. výročí nezávislosti Turkmenistánu[6]

## Čestné tituly
- Lidový učitel Turkmenistánu (Türkmenistanyň halk mugallymy)
- Lidový lékař Turkmenistánu (Türkmenistanyň halk lukmany)
- Lidový chovatel koní Turkmenistánu (Türkmenistanyň halk atşynasy)
- Lidový umělec Turkmenistánu (Türkmenistanyň halk artisti)
- Lidový spisovatel Turkmenistánu (Türkmenistanyň halk ýazyjysy)
- Lidový Bakhshi Turkmenistánu (Türkmenistanyň halk bagşysy)
- Zasloužilý pracovník ve vědě a technologiích Turkmenistánu (Türkmenistanyň ylymda we tehnikada at gazanan işgäri)
- Zasloužilý výrobce koberců Turkmenistánu (Türkmenistanyň at gazanan halyçysy)
- Zasloužilý pracovník v průmyslu Turkmenistánu (Türkmenistanyň at gazanan senagat işgäri)
- Zasloužilý stavitel Turkmenistánu (Türkmenistanyň at gazanan gurluşykçysy)
- Zasloužilý architekt Turkmenistánu (Türkmenistanyň at gazanan arhitektory)
- Zasloužilý pracovník dopravy Turkmenistánu (Türkmenistanyň at gazanan ulag işgäri)
- Zasloužilý komunikační pracovník Turkmenistánu (Türkmenistanyň at gazanan aragatnaşyk işgäri)
- Zasloužilý pracovník v zemědělství Turkmenistánu (Türkmenistanyň at gazanan oba hojalyk işgäri)
- Zasloužilý chovatel koní Turkmenistánu (Türkmenistanyň at gazanan atşynasy)
- Zasloužilý zeměměřič Turkmenistánu (Türkmenistanyň at gazanan ýer gurluşykçysy)
- Zasloužilý pracovník ve zdravotnictví Turkmenistánu (Türkmenistanyü at gazanan saglygy goraýyş işgäri)
- Zasloužilý pracovník v kultuře Turkmenistánu (Türkmenistanyň at gazanan medeniýet işgäri)
- Zasloužilý umělec Turkmenistánu (Türkmenistanyň at gazanan artisti)
- Zasloužilý Bakhshi Turkmenistánu (Türkmenistanyň at gazanan bagşysy)
- Zasloužilý novinář Turkmenistánu (Türkmenistanyň at gazanan žurnalisti)
- Zasloužilý pracovník ve školství Turkmenistánu (Türkmenistanyň at gazanan bilim işgäri)
- Zasloužilý pracovník v oblasti veřejných služeb Turkmenistánu (Türkmenistanyň durmuş hyzmaty çygrynyň at gazanan işgäri)
- Zasloužilý právník Turkmenistánu (Türkmenistanyň at gazanan ýuristi)
- Zasloužilý ekonom Turkmenistánu (Türkmenistanyň at gazanan ykdysatçysy)
- Zasloužilý pilot Turkmenistánu (Türkmenistanyň at gazanan uçarmany)
- Zasloužilý mistr sportu Turkmenistánu (Türkmenistanyň at gazanan sport ussady)
- Zasloužilý trenér Turkmenistánu (Türkmenistanyň at gazanan tälimçisi)
- Zasloužilý starší lidu Turkmenistánu (Türkmenistanyň Hormatly il ýaşulusy)
- Mistr profese Zlatého věku Turkmenistánu (Altyn asyryň hünär ussady)
- Matka hrdinka (Ene mähri)
- Mistr žokej-mentor Turkmenistánu (Türkmenistanyň ussat halypa çapyksuwary)

### Bývalé čestné tituly
- Lidový umělec Turkmenské SSR – Tento čestný titul byl založen 28. února 1940.[7] Prezidium Nejvyšší rady Turkmenské SSR jej udílelo předním umělcům, kteří se vyznamenali především v rozvoji divadla, hudby a filmografie. Zpravidla byl udílen nejdříve pět let po udělení čestného titulu Zasloužilý umělec Turkmenské SSR. Naposledy bylo toto vyznamenání uděleno v roce 1982.
- Zasloužilý umělec Turkmenské SSR – Tento čestný titul byl poprvé udělen v roce 1957. Poslední ocenění bylo uděleno v roce 1986.